# Rybitwa aleucka
Rybitwa aleucka (Onychoprion aleuticus) – gatunek średniej wielkości wędrownego ptaka z rodziny mewowatych (Laridae) i podrodziny rybitw.

## Taksonomia
Po raz pierwszy gatunek opisał Spencer Fullerton Baird w 1869. Holotyp pochodził z wyspy Kodiak. Autor nadał nowemu gatunkowi nazwę Sterna aleutica.
W 2006 w klasyfikacji uznawanej i rozwijanej przez American Ornithologists’ Union została zmieniona przynależność rodzajowa czterech gatunków umieszczanych dotąd w rodzaju Sterna, w tym rybitwy aleuckiej. Wydzielone zostały do rodzaju Onychoprion. Obecnie (2023) również Międzynarodowy Komitet Ornitologiczny umieszcza rybitwę aleucką w rodzaju Onychoprion. Uznaje ją za gatunek monotypowy, podobnie jak autorzy HBW i Clements Checklist of Birds of the World (2022).
Według wyników badań Bridge et al. (2005) rybitwa aleucka stanowi klad bazalny w rodzaju Onychoprion. Jej linia rozwojowa wyodrębniła się między 7 a 8 mln lat temu. Pozycję gatunku w swoim rodzaju przedstawia poniższy kladogram:
|  | \| \| S.anaethetus \| \| \| \| \| \| S. lunata \| \| \| \| |
|  |                                                            |
|  | S. fuscata                                                 |
|  |                                                            |
|  | S.anaethetus                                               |
|  |                                                            |
|  | S. lunata                                                  |
|  |                                                            |

|  | S.anaethetus |
|  |              |
|  | S. lunata    |
|  |              |

|  | \| \| S.anaethetus \| \| \| \| \| \| S. lunata \| \| \| \| |
|  |                                                            |
|  | S. fuscata                                                 |
|  |                                                            |
|  | S.anaethetus                                               |
|  |                                                            |
|  | S. lunata                                                  |
|  |                                                            |

|  | S.anaethetus |
|  |              |
|  | S. lunata    |
|  |              |

## Morfologia
Długość ciała wynosi 32–38,4 cm; masa ciała – 83,4–140 g (u osobników z Alaski; średnio 120 g, n=16); rozpiętość skrzydeł – 75–80 cm. Nie występuje znaczący dymorfizm płciowy w upierzeniu, dostępne wymiary wskazują też na bardzo nieznaczne różnice w wymiarach samców i samic. Wiadomo, że zależnie od pory roku lub wieku ptaka występują różne szaty, lecz zróżnicowanie upierzenia rybitw aleuckich jest słabo poznane.
Dorosłe rybitwy aleuckie w szacie godowej mają białe czoło, czarny wierzch głowy i kantarek. Grzbiet i wierzch skrzydeł są szare, kuper i ogon – białe, zaś spód ciała – ciemnoszary. Spód skrzydeł biały. Widoczne są ciemne zakończenia lotek I rzędu oraz ciemny pas ciągnący się przez lotki II rzędu, który jest cechą charakterystyczną i występuje we wszystkich szatach. Dziób i nogi czarne. Szata spoczynkowa nie została dokładnie opisana. Wiadomo, że przypomina szatę godową, jednak spód ciała jest biały, na ciemieniu widoczne są białe plamki – na płaszczu również, lecz świeżo po pierzeniu – ogon jest zaś szary z białymi bokami.
Od innych rybitw aleuckie najpewniej odróżnić można dzięki ciemnemu paskowi na lotkach II rzędu. Na Alasce często rybitwy aleuckie współwystępują z popielatymi (Sterna paradisaea), stosunkowo do nich podobnymi i mogącymi sprawiać trudności obserwatorowi. Również mają czarny wierzch głowy, jednak u rybitw aleuckich czoło jest białe. W okresie lęgowym dzioby i nogi rybitw aleuckich są czarne, natomiast u rybitw popielatych – czerwone.

## Zasięg występowania
Rybitwy aleuckie gniazdują na wyspach i wybrzeżach w północnej części Oceanu Spokojnego, zarówno od strony azjatyckiej, jaki północnoamerykańskiej. Rosyjskie kolonie lęgowe ulokowane są od wybrzeży Sachalinu i Kamczatki na północ po Zatokę Anadyrską, a do tego na Morzu Ochockim oraz Morzu Beringa – w Zatoce Olutorskiej i na Wyspie Karagińskiej. Południowa granica azjatyckiej części zasięgu znajduje się na szerokości 46°N.
W północnoamerykańskiej części zasięgu rybitwy aleuckie gniazdują na półwyspie Alaska od strony Oceanu Spokojnego, jak i Morza Beringa oraz na stanowiących granicę między nimi Aleutach. Najdalej wysunięte na północ tereny lęgowe na Alasce znajdują się na brzegach Morza Czukockiego – stanowiącego już część Oceanu Arktycznego (od Spokojnego oddziela go Cieśnina Beringa) – w lagunie Kasegaluk (na północ od Point Lay). Areał lęgowy na wschodzie sięga zaś po Dry Bay lub, według innego źródła, po Park Narodowy Glacier Bay (Dry Bay znajduje się bezpośrednio przy jego zachodniej granicy). Poza tym rozmieszczone są między innymi na półwyspie Seward, w delcie Jukon-Kuskokwim, na półwyspie Kenai i w delcie Rzeki Miedzianej. Zasięg gniazdowania na Alasce i Aleutach rozciąga się między równoleżnikami 51°20'N i 69°50'N.
Zimowiska położone są głównie u wybrzeży Tajlandii, na Filipinach, trzech obszarach w obrębie Indonezji i na Nowej Gwinei. Wskazują na to wyniki badań z użyciem nadajników opublikowane w 2019. Według doniesień mogą zimować też w Malezji. Wiadomo również, że rybitwy aleuckie przebywają podczas wędrówek około 16 tys. km – od Alaski lub północno-wschodniej Rosji do Azji Południowo-Wschodniej lub Oceanii – co jest jedną z najdłuższych znanych tras wędrówek wśród kręgowców.

## Ekologia i zachowanie

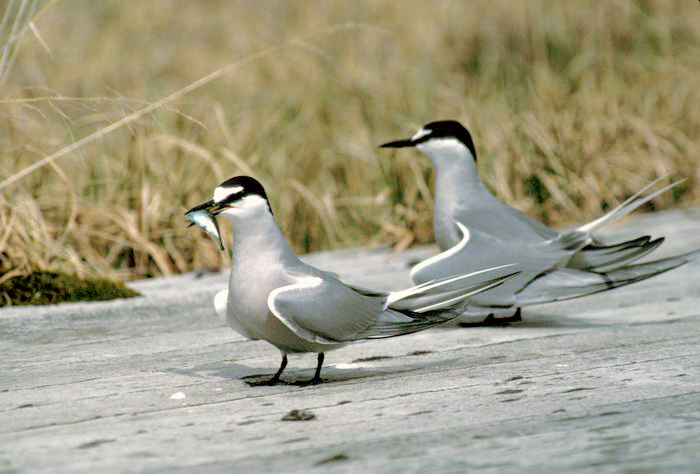
Rybitwy aleuckie żywią się między innymi rybami

Rybitwy aleuckie gniazdują na nadbrzeżnych równinach w strefie arktycznej i subarktycznej (niekiedy na bagnach do 20 km w głąb lądu). Obejmują one zarówno częściowo pokryte roślinnością piaszczyste plaże, jak i trawiaste łąki, płaskie omszone połacie terenu czy nadbrzeżne lub znajdujące się na odizolowanych wyspach mokradła. Często położone są w pobliżu ujść rzek.
Na Kamczatce żerują przeważnie w okolicach ujść rzek, w tym estuariów, i wybrzeży, rzadziej na mokradłach. Rybitwy aleuckie żywią się rybami i bezkręgowcami, w tym owadami.

### Lęgi
Na Alasce okres lęgowy trwa od maja do sierpnia, jednak lęgi w maju są ogółem rzadko stwierdzane. W części kontynentalnej rybitwy aleuckie przystępują do lęgów 7–9 dni wcześniej niż na przybrzeżnych wysepkach. Znoszenie jaj rozpoczyna się w ciągu dwóch tygodni od przybycia na tereny lęgowe. Na nich dopiero rybitwy aleuckie łączą się w pary i kopulują szybko po przybyciu. Rybitwy aleuckie w obrębie jednej kolonii przystępują do lęgów mniej synchronicznie niż rybitwy popielate. Gniazdo ma formę zagłębienia w ziemi i umieszczone jest wśród roślinności. W zniesieniu znajduje się od 1 do 3 jaj. Inkubacja trwa 20–29 dni; inne źródła mówią o średnio 23, a ogółem 20–25 dniach w okolicy ujścia Rzeki Miedzianej (n= 30) oraz średnio 22 dniach (nie podano liczby zbadanych lęgów) na wyspie Kodiak. Młode stają się w pełni opierzone po 25–31 dniach życia.

## Status i zagrożenia
IUCN uznaje rybitwę aleucką za gatunek narażony na wyginięcie (VU, Vulnerable) nieprzerwanie od 2017 (stan w 2021). Wcześniej, od 1988 do 2016 włącznie, była klasyfikowana jako gatunek najmniejszej troski (LC, Least Concern). BirdLife International uznaje trend liczebności populacji za spadkowy. Na Alasce od lat 80. XX wieku przez kolejne trzy dekady następował znaczny spadek liczebności rybitw aleuckich. Dane z kolonii w Rosji są ograniczone, jednak również wskazują na spadek liczebności. Wątpliwe jest wyjaśnienie tego spadku przeniesieniem się rybitw aleuckich do nowych, dotąd niezlokalizowanych kolonii; na ich terenach lęgowych musiałyby przemieścić się na wyjątkowe dużo odległości, ponadto byłoby to nietypowe dla rybitw ogółem.
Według danych z 2006 roku światowa liczebność populacji wynosi od 17 do 20 tys. osobników, z czego 9,5 tys. gniazduje na Alasce. Są to wartości podawane przez Wetlands International od 2005 do co najmniej 2020 roku, przy czym liczebność alaskańskiej populacji oszacowano na podstawie danych U.S. Fish and Wildlife Service. Wskazana liczebność dotyczy ptaków w każdym wieku; osobników dojrzałych do rozrodu jest, wedle szacunków, 11–13 tys.